# Friedrich Wailand

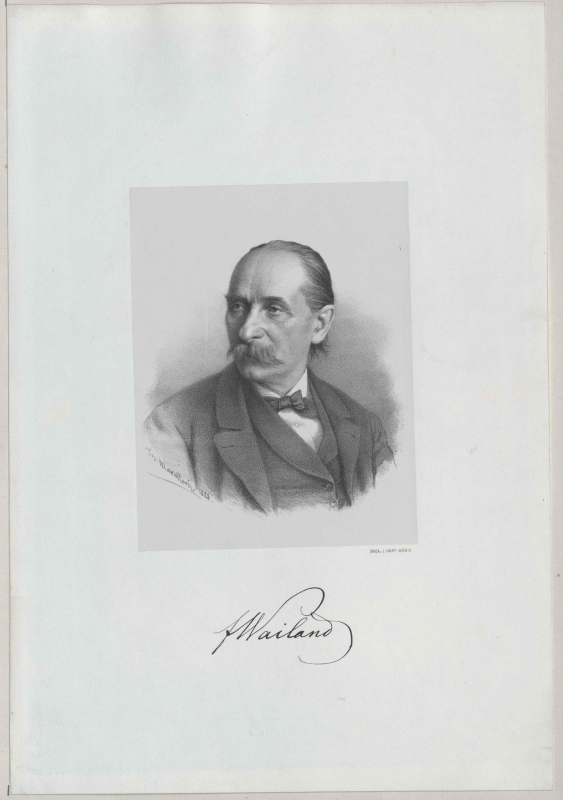
Porträt von Friedrich Wailand mit Autograph, Porträtsammlung der Österreichischen Nationalbibliothek

Friedrich Wailand (* 16. Juli 1821 in Drasenhofen; † 8. April 1904 in Wien) war ein österreichischer Miniaturmaler.

## Leben
Er wurde als Sohn des Friedrich Wailands, Mautkontrollor an der Brünner Straße in Drasenhofen geboren. Friedrich Wailand studierte an der Akademie der bildenden Künste in Wien und war Schüler von Ferdinand Georg Waldmüller. Er setzte seine Studien in Italien und Frankreich fort. Ab 1859 lebte er in Wien. Von 1861 an Mitglied der Gesellschaft bildender Künstler Österreichs. Wegen nicht bezahlter Beiträge wurde er 1865 ausgeschlossen, zwei Jahre später aber wieder aufgenommen. Er arbeitete als Miniaturmaler und Portraitist für die gehobene Wiener Gesellschaft, die Aristokratie und das Kaiserhaus.  In seinen letzten Lebensjahren wurde er von der Gesellschaft bildender Künstler finanziell unterstützt.

## Werke

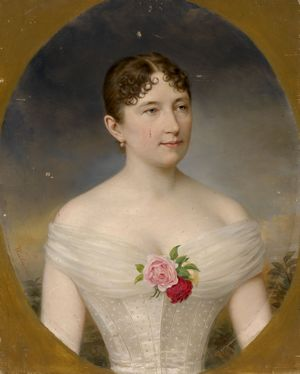
Porträt einer Frau im weißen Kleid, Slowenisches Nationalmuseum
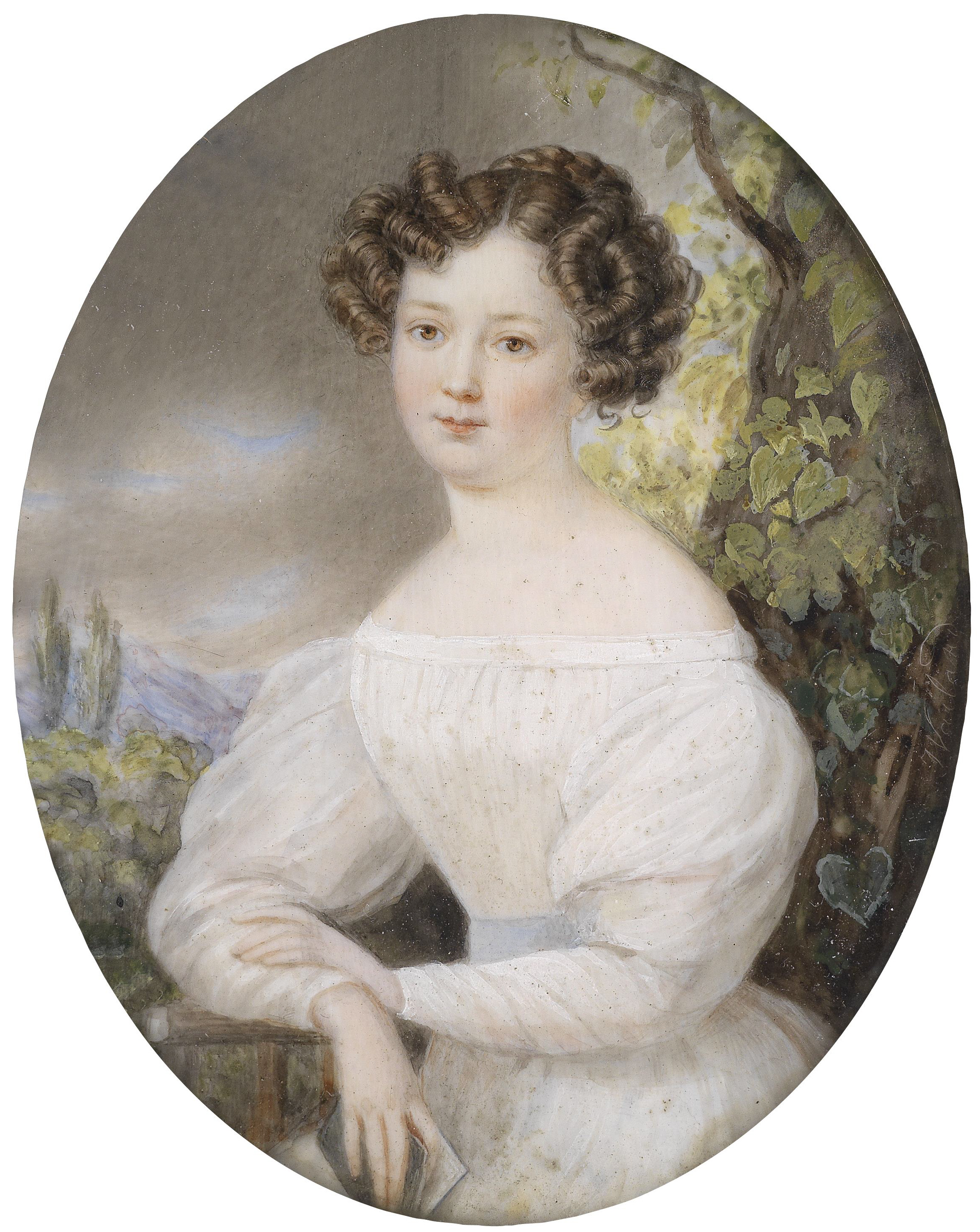